# Гулянка (річка)
Гулянка — річка в Україні, у Хмельницькому районі Хмельницької області. Права притока Бужка, (басейн Південного Бугу).

## Опис
Довжина річки приблизно 7,84 км, найкоротша відстань між витоком і гирлом — 5,50  км, коефіцієнт звивистості річки — 1,43. Формується багатьма безіменними струмками та загатами. Частково каналізована у пригирловій частині.

## Розташування
Бере початок у селі Пашківці (Хмельницький район). Тече переважно на північний схід і на північно-східній стороні від села Заруддя впадає у річку Бужок, ліву притоку Південного Бугу.
Населені пункти вздовж берегової смуги: Ходаківці.

## Цікавий факт
- Між селами Пашківці та Ходаківці річку перетинає автошлях Н03.